# Malacobelemnon stephensoni
Malacobelemnon stephensoni är en korallart som beskrevs av Tixier-Durivault 1966. Malacobelemnon stephensoni ingår i släktet Malacobelemnon och familjen Kophobelemnidae. Inga underarter finns listade i Catalogue of Life.